# Dej mi své jméno (román)
Dej mi své jméno (v anglickém originále Call Me by Your Name) je román od amerického spisovatele Andrého Acimana z roku 2007. Román získal Lambda Literary Award v kategorii gay fikce. Příběh se odehrává v severní Itálii v 80. letech 20. století a sleduje sedmnáctiletého Elia Perlmana, který se zamiluje do čtyřiadvacetiletého studenta Olivera. Oliver je na letní stáži u Eliova otce, profesora archeologie, a pobývá ve vile Perlmanových. V knize Elio poznává sám sebe, svou sexualitu a rozvíjející se vztah s Oliverem. V roce 2019 vydal André Aciman druhý díl s názvem Najdi mě (v originále Find Me).

## Děj
Elio Perlman vzpomíná na léto, které prožil v severní Itálii v 80. letech dvacátého století. Jako každý rok ho tráví s rodinou ve vile, která se nachází ve městě označovaném jako B. Jeho otec, profesor archeologie, si každoročně zve stážistu, který mu asistuje a pobývá v jejich vile po dobu šesti týdnů. Tento rok přijel čtyřiadvacetiletý americký student Oliver. Sedmnáctiletý Elio se snaží Olivera zaujmout a dělá mu průvodce městem, ale kvůli jejich na první pohled rozdílným osobnostem nemají dobrý vztah. Olivera si celé město zamiluje, a to je další důvod, proč mladík Elia irituje a zdá se mu arogantní. Posléze spolu začnou trávit více času a Elio si uvědomí, jak jsou si podobní a že jej Oliver přitahuje. Na sklonku léta jejich vztah přeroste v románek. Poslední Oliverovy dny v Itálii spolu tráví v Římě, kde poznávají nové přátele a snaží se nemyslet na blížící se rozloučení. O pár měsíců později Oliver, který se vrátil do Ameriky, zavolá během Chanuky Perlmanovým a oznámí jim, že se zasnoubil s americkou dívkou. Závěr knihy se odehrává po dvaceti letech, kdy Oliver navštíví italskou vilu a znovu se setká s Eliem.

## Přijetí
Dej mi své jméno je kritiky i čtenáři uznávaný román. Stacey D’Erasmo pro The New York Times knihu popsala jako „mimořádně krásnou“. Fernando Reyes ji popsal jako „velkolepou knihu, která ve své opravdovosti čtenáře chytne za srdce“. Čtenáři na stránkách goodreads.com (celkově přes 334 tisíc lidí) románu dali 4,13 z 5 hvězdiček. 47 % čtenářů knize dalo 5 hvězdiček (ke dni 3. 3. 2022). Kniha se dočkala skutečné popularity až po deseti letech od vydání, kdy prodej stoupl o 88 % během jednoho týdne. Důvodem bylo vydání filmové adaptace.
V Americe dílo ovšem vzbudilo také negativní ohlasy, především po uvedení filmové adaptace do kin. Hlavním pilířem kritiky byla nevhodnost romantického vztahu čtyřiadvacetiletého Olivera s nezletilým, o sedm let mladším Eliem. Příběh se ale odehrává v Itálii, kde tento věkový rozdíl není protizákonný; pobouření tedy lze primárně připsat na vrub kulturním rozdílům.

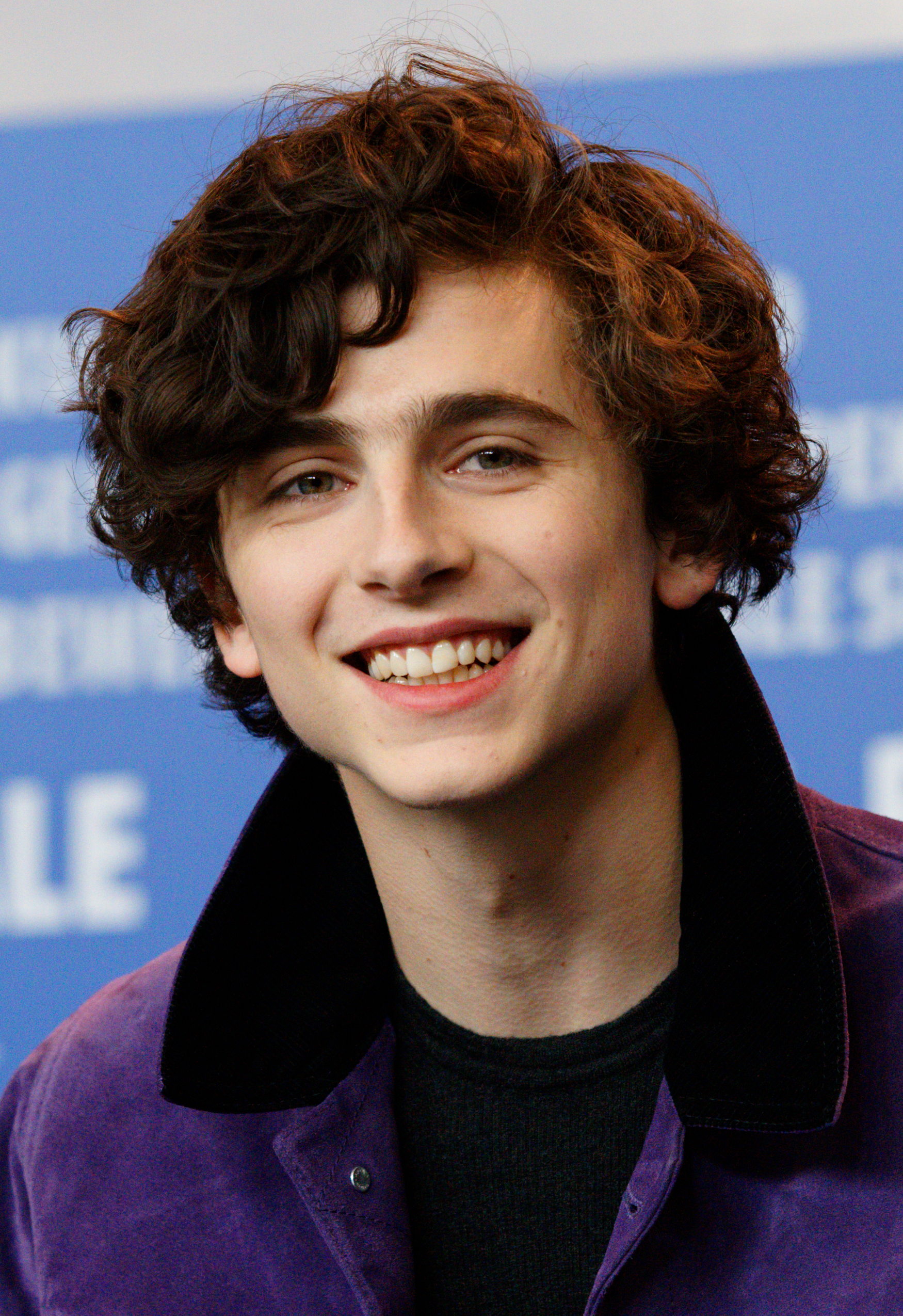
Představitel Elia Timothée Chalamet

## Adaptace
V roce 2017 vyšla stejnojmenná filmová adaptace od italského režiséra Luca Guadagnina. Film byl představen na Filmovém Festivalu Sundance. Elia ztvárnil Timothée Chalamet a Olivera Armie Hammer. Film byl nominován na Oscara v kategoriích Nejlepší film, Nejlepší herec (Timothée Chalamet), Nejlepší filmová píseň („Mystery of Love“ od Sufjana Stevense) a Nejlepší adaptovaný scénář. Scénář od Jamese Ivoryho Oscara vyhrál.
Film celkem získal 35 významných nominací a v 11 z nich zvítězil.